# سيماي بارلاس
سيماي بارلاس، ممثلة تركية ولدت في 7 مايو 1999.
== حياتها ==جميلة جدن
تخرجت من جامعة بيلجي في إسطنبول وحصلت على شهادة في دراسات السينما والتلفزيون. ظهرت لأول مرة في التلفزيون عام 2014 في المسلسل التلفزيوني (Paramparça)، واصلت حياتها المهنية في التلفزيون بأدوار متكررة في (Adı Efsane) و (Hayat Bazen Tatlıdır). بين عامي 2019-2020 لعبت دورًا رائدًا في المسلسل الدرامي (Zalim İstanbul) الذي عرض على كانال دي. في عام 2019 ظهرت لأول مرة في السينما في الفيلم الكوميدي (Dijital Esaret).

## روابط خارجية
سيماي بارلاس على موقع IMDb (الإنجليزية)
- سيماي بارلاس على موقع روتن توميتوز (الإنجليزية)